# Lepthyphantes aegeus
Lepthyphantes aegeus este o specie de păianjeni din genul Lepthyphantes, familia Linyphiidae, descrisă de Caporiacco, 1948.
Este endemică în Grecia. Conform Catalogue of Life specia Lepthyphantes aegeus nu are subspecii cunoscute.